# Carex cilicica
Carex cilicica là một loài thực vật có hoa trong họ Cói. Loài này được Boiss. mô tả khoa học đầu tiên năm 1859.